# Gracia Baur
Gracia Arabella Baur (* 18. November 1982 in München-Neuperlach), bekannt als Gracia, ist eine deutsche Pop-Rock-Sängerin.

## Leben
Gracia Arabella Baur wurde zusammen mit ihrer Zwillingsschwester Patricia nach der monegassischen Fürstin und Schauspielerin Grace Kelly benannt. Sie nahm mit 14 Jahren Gesangsunterricht und stand mit 16 Jahren das erste Mal im Tonstudio. Im Jahre 2001 nahm sie an der zweiten Staffel der Castingshow Popstars teil, bei der sie im Recall scheiterte, da sie den Text ihres Liedes vergessen hatte.
Im Sommer des Jahres gründete sie mit dem Gitarristen Werner Thieroff das Duo Sunbow. Sie traten in verschiedenen Cafés auf. Ein Jahr vor dem Abitur 2002 verließ sie das Schiller-Gymnasium Hof und zog nach München, wo sie eine Berufsausbildung zur Veranstaltungskauffrau begann, jedoch nicht zu Ende führte. Zwischen 2010 und 2013 arbeitete sie in der Schweiz im Personalbereich zweier Unternehmensberatungen. Seither ist sie freiberuflich als Sängerin und Textautorin tätig.

## Karriere

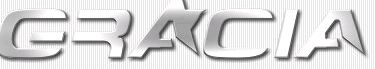
Logo

### Karrierebeginn
Bekannt wurde Baur durch ihre Teilnahme an der ersten Staffel der Castingshow Deutschland sucht den Superstar im Jahr 2002. Dort belegte sie den fünften Platz hinter Alexander Klaws, Juliette Schoppmann, Daniel Küblböck und Vanessa Struhler.
Nach dem Ausscheiden aus der Castingshow erhielt Baur einen Plattenvertrag bei der BMG und veröffentlichte das Album Intoxicated, aus dem zwei Singles ausgekoppelt wurden. I Don’t Think So!, die erste Auskopplung, erreichte Platz drei der deutschen Charts und die zweite Single I Believe in Miracles erreichte Platz 12. Das Album selbst schaffte es auf Platz zehn der deutschen Albumcharts und verkaufte sich mehr als 50.000-mal. Baur sang außerdem das Lied Götter der Ewigkeit (im Original von Tina Turner) zum Soundtrack des Disney-Films Bärenbrüder. Wegen zu schlechter Verkaufszahlen kündigte die BMG im Jahr 2004 den Plattenvertrag.

### 2005: Teilnahme beim Eurovision Song Contest
Baur unterschrieb erneut einen Plattenvertrag; diesmal bei Bros Music, dem Label von David Brandes. Im November 2004 veröffentlichte sie dort als Mitglied von 4 United im Rahmen eines Wohltätigkeitsprojektes für Ärzte ohne Grenzen mit Daniel Küblböck, Nektarios und Stephanie Brauckmeyer eine Single mit dem Titel Don’t Close Your Eyes. Diese kam auf Platz 18 der deutschen Singlecharts. In Österreich stieg die Single auf Position 50 ein und hielt sich insgesamt sechs Wochen in den Charts.
Ende Januar 2005 erschien in Zusammenarbeit mit David Brandes der Titel Run & Hide. Aufgrund des Erfolges dieser Single (Platz 20 in der ersten Woche nach Erscheinen in den Media-Control-Singlecharts) bekam sie die Möglichkeit, an der deutschen Vorentscheidung zum Eurovision Song Contest 2005 teilzunehmen. Die Single ist auf dem zweiten Studioalbum Passion zu hören. Sie gewann den Wettbewerb im Stechen gegen das Duo Nicole Süßmilch und Marco Matias mit 52,8 Prozent der Stimmen, die per SMS und Televoting abgegeben wurden. Mit Süßmilch traf sie dabei auf eine ehemalige Konkurrentin aus Deutschland sucht den Superstar. Sowohl ihr als auch Süßmilchs Text stammte aus der Feder von Bernd Meinunger.
Mitte Februar 2005 hatte Baur im Musikvideo I Know von Vanilla Ninja einen Gastauftritt.
Am 21. Mai 2005 trat Baur beim Finale des Eurovision Song Contests auf. Vor 150 Millionen Fernsehzuschauern aus ganz Europa erreichte sie am Ende mit vier Punkten hinter Spanien, Großbritannien und Frankreich den letzten Platz unter den 24 Beiträgen. Lediglich Monaco und Moldawien vergaben jeweils zwei Punkte für den deutschen Beitrag. Es war damals die schlechteste deutsche Platzierung seit 1995, als Stone & Stone mit nur einem Punkt ebenfalls den letzten Platz für Deutschland belegten.

### Skandal um Chartmanipulationen
Im April 2005 erhärtete sich zunächst der Verdacht auf Chartmanipulation durch ihren Produzenten, der angeblich ein weitverbreitetes Netz an CD-Aufkäufern beschäftigte. Durch die massiven Aufkäufe sollte eine künstlich gute Chartplatzierung erreicht werden. Der Bundesverband der Phonographischen Wirtschaft und das Marktforschungsunternehmen Media Control entschieden sich aus diesem Grund, ihre Single Run & Hide und weitere CDs verschiedener Künstler für mindestens drei Wochen von den Charts auszuschließen.
David Brandes räumte in der Johannes-B.-Kerner-Show vom 19. April 2005 ein, er habe in den ersten drei Wochen nach Erscheinen der CD Run & Hide 2000 Exemplare kaufen lassen. Brandes beruft sich darauf, dass dies gang und gäbe in der Branche sei und er seiner Künstlerin einen Wettbewerbsnachteil verschaffen würde, wenn er es nicht getan hätte. Baur selbst bestreitet die Vorwürfe, von den Käufen gewusst zu haben. Unmittelbar nach dieser Sendung entschied sich Media Control, die Titel von David Brandes für weitere drei Monate aus den Charts zu verbannen.
Obwohl die Qualifikation zum Eurovision Song Contest rechtlich von den Chartmanipulationen unberührt blieb, forderten weite Teile der deutschen Musikbranche Baurs Rücktritt vom ESC. Sie lehnte dies jedoch ab und setzte auch – im Gegensatz zu Vanilla Ninja – die Zusammenarbeit mit Brandes fort.

### Nach dem Song Contest
Nach dem Finale des ESC zog sich Baur bis zum Herbst 2005 zurück, meldete sich dann mit den Singles When the Last Tear’s Been Dried und Never Been auf dem Musikmarkt zurück. When the Last Tear’s Been Dried kam auf Platz 32 der deutschen Charts und war somit erfolgreicher als Never Been, das auf Platz 39 kam. Das Album Passion folgte am 25. November 2005.
Nach einer neunmonatigen Pause machte Baur im Dezember 2006 einen Neuanfang mit Marvin Broadie, dem ehemaligen Frontmann der Soultans im Projekt Xantoo. Mit dem Song Cos I Believe stiegen sie auf Platz 39 in den offiziellen Singlecharts ein. Danach holte sie ihr Abitur nach. Am 4. Dezember 2009 erschien die Single Christmas Is Calling. Sie trat in mehreren TV-Shows auf, so war sie im März 2010 in der Sendung Das perfekte Promi-Dinner zu sehen, das sie gewann. Sie plante für Frühjahr 2010 die Veröffentlichung eines neuen Albums; als erste Singleauskopplung war das Lied Crash Tumble Breakdown geplant. Beides wurde verworfen.
Im November 2012 gab Baur in einem Interview mit Promiflash.de an, sich bewusst aus der Öffentlichkeit zurückgezogen zu haben. Baur arbeitete damals als Personalchefin einer Unternehmensberatung. Baur lebt in der Nähe von Basel mit ihrem Produzenten David Brandes zusammen.
Im Dezember 2014 veröffentlichte sie nach rund fünfjähriger Pause den offiziellen Song der Vierschanzentournee 2014/15 Magic Moments. Als B-Seite erschien Sorry About. Bis Oktober 2018 machte sie eine Ausbildung zur Krankenschwester.
Am 29. November 2024 wurde das Lied Christmas Is Calling nach 15 Jahren erneut veröffentlicht. Dabei wurde der erste Refrain und die letzte Strophe gekürzt und Handclap hinzu gemischt. X-Mas Is Calling erschien nur digital.

## Diskografie
Studioalben

| Jahr | Titel Musiklabel                | Höchstplatzierung, Gesamtwochen, AuszeichnungChartplatzierungen (Jahr, Titel, Musiklabel, Platzierungen, Wochen, Auszeichnungen, Anmerkungen) | Höchstplatzierung, Gesamtwochen, AuszeichnungChartplatzierungen (Jahr, Titel, Musiklabel, Platzierungen, Wochen, Auszeichnungen, Anmerkungen) | Höchstplatzierung, Gesamtwochen, AuszeichnungChartplatzierungen (Jahr, Titel, Musiklabel, Platzierungen, Wochen, Auszeichnungen, Anmerkungen) | Anmerkungen                                               |
| Jahr | Titel Musiklabel                | DE | AT | CH | Anmerkungen                                               |
| ---- | ------------------------------- | --- | --- | --- | --------------------------------------------------------- |
| 2003 | Intoxicated Hansa Records (BMG) | DE10 (5 Wo.)DE | — | CH67 (3 Wo.)CH | Erstveröffentlichung: 13. Oktober 2003 Verkäufe: + 50.000 |
| 2005 | Passion BROS Music (SPV)        | — | — | — | Erstveröffentlichung: 25. November 2005                   |

## Filmografie

### Gastauftritte
- 2003: Gute Zeiten, schlechte Zeiten
- 2004: St. Angela
- 2004: Let’s Talk About Sex... and the City!
- 2007: ProSieben Fight Night
- 2009: Das perfekte Promi-Dinner
- 2009: Mrs. Hankey’s Christmas Special
- 2010: Der große deutsche Führerschein-Test
- 2020: DSDS – Das große Wiedersehen

### Auftritte bei Deutschland sucht den Superstar
| Mottoshow      | Lied                         | Original-Interpret | Anrufer in Prozent |
| -------------- | ---------------------------- | ------------------ | ------------------ |
| Mein Superstar | She Works Hard for the Money | Donna Summer       | 1,9 % (Platz 9/10) |
| Lovesongs      | There You’ll Be              | Faith Hill         | 5,5 % (Platz 6/9)  |
| Hits 2002      | What If                      | Kate Winslet       | 8,5 % (Platz 6/7)  |
| Musical        | Memory aus Cats              | Elaine Paige       | 25,2 % (Platz 1/7) |
| Hits der 80er  | Black Velvet                 | Alannah Myles      | 13,5 % (Platz 3/6) |
| Big Band       | The Lady Is a Tramp          | Ella Fitzgerald    | 12,0 % (Platz 5/5) |

## Auszeichnungen
Nominierungen
- DIVA Award
  - 2004: für „Bestes Video“

- Echo Pop
  - 2004: für „Beste Künstlerin“